# Horst Köhler
Horst Köhler (Heidenstein, Gouvernement-Generaal (thans: Skierbieszów, Polen), 22 februari 1943 – Berlijn, 1 februari 2025) was een Duits politicus van de CDU. Van 1 juli 2004 tot en met 31 mei 2010 was hij bondspresident van Duitsland.

## Levensloop
Köhler werd geboren in het destijds door nazi-Duitsland bezette oostelijk centraal Polen in Skierbieszów (Duits: Heidenstein), in een nederzetting van Bessarabische Duitsers die in 1940 uit oude, Duitstalige dorpen in Bessarabië waren geëvacueerd volgens een toenmalige overeenkomst tussen de Duitse NSDAP-regering en de Sovjet-Unie. Aan het einde van de Tweede Wereldoorlog vluchtte zijn familie voor het Rode Leger naar Leipzig, ontvluchtte in 1953 de DDR en ging in het West-Duitse Ludwigsburg (Baden-Württemberg) wonen.
Köhler studeerde economie en politieke wetenschappen aan de universiteit van Tübingen.
In 2000 werd hij aangesteld als directeur-generaal van het Internationaal Monetair Fonds (IMF).
Hij overleed op 1 februari 2025 in de leeftijd van 81 jaar na een kort ziekbed.

## Presidentschap

### Kandidatuur
Op 4 maart 2004 werd Horst Köhler, lid van de CDU, als gemeenschappelijke kandidaat voor het presidentschap van CDU, CSU en FDP, toen samen in de oppositie, genomineerd. Hierop legde Köhler zijn ambt als directeur-generaal van het Internationaal Monetair Fonds neer. Rekening houdend met de politieke krachtsverhoudingen binnen de bondsvergadering gold de verkiezing van Köhler als zeker (CDU, CSU en FDP beschikten samen over 623 van de 1205 mandaten) en verkoos de zittende president, Johannes Rau, zich niet meer kandidaat te stellen. De regerende SPD/Bündnis 90/Die Grünen coalitie stelde Prof. Dr. Gesine Schwan als tegenkandidaat op.

### Verkiezing
Horst Köhler werd op 23 mei 2004 door de 12de bondsvergadering in de eerste verkiezingsronde verkozen (604 stemmen voor Köhler, 589 voor Schwan, 11 ongeldige stemmen of onthoudingen). Met de eedaflegging op 1 juli 2004 trad hij zijn vijfjarig mandaat aan.

### Optreden
Het ambt van president is ceremonieel, zodat samenwerking met een bondsregering van een andere kleur goed mogelijk is.
Köhler veroorzaakte echter al in september 2004 een rel door te verkondigen dat werkloze "Ossies" zouden moeten overwegen om naar elders te verhuizen. Zo kort voor de viering van de 15e verjaardag van de val van de muur viel dit slecht in de voormalige DDR, waar de teleurstelling over de Duitse Hereniging toch al groot was. Dit "Tante Gertrude-verhaal", met een verwijzing naar de vroegere Nederlandse minister Onno Ruding, werd fel bestreden door enkele regionale leiders. Sinds de hereniging waren al een miljoen Oost-Duitsers naar het westen getrokken. De grondwet streeft naar een gelijke ontwikkeling van de landsdelen, terwijl in de praktijk de werkloosheid in het westen 5% en in het oosten 20% bedroeg. Köhler vreesde echter dat nog meer steun aan de gebieden van de voormalige DDR toekomstige generaties opzadelde met een ondraaglijke schuldenlast. Köhler noemde de Heimatvertriebenen, een in West-Duitsland economisch succesvolle grote bevolkingsgroep, als voorbeeld van economische heropstanding door herlocatie, na hun gedwongen verdrijving uit de voormalige Oost-Duitse provincies.
Op 23 mei 2009 werd Köhler herkozen voor een nieuwe termijn van vijf jaar.

### Aftreden
In een radio-interview van 22 mei 2010 had Köhler gesteld dat in noodgevallen militaire inzet noodzakelijk zou zijn om de Duitse economische belangen veilig te stellen. Een dag later verklaarde hij, dat hij niet de militaire inzet in Afghanistan bedoelde, maar de militaire operatie tegen de Somalische piraterij. Zijn uitlatingen zorgden voor kritiek, die niet extreem, maar met betrekking tot een bondspresident ongebruikelijk scherp was.
Op 31 mei 2010 trad Köhler met onmiddellijke ingang af. Jens Böhrnsen, de voorzitter van de Bondsraad, nam de taken van het staatshoofd tijdelijk over. Köhler was de eerste president die vóór het verstrijken van zijn ambtstermijn afgetreden is (met uitzondering van de zieke Heinrich Lübke in 1969). Kanselier Angela Merkel had nog geprobeerd hem te overtuigen aan te blijven.
Zijn stap en vooral zijn verklaring dat hij vanwege de kritiek en een gebrek aan respect voor het ambt afgetreden was, werd in Duitsland met veel onbegrip opgenomen. Het omstreden interview was al bijna vergeten en Köhler was in principe een populaire president. De liberale krant Frankfurter Allgemeine Zeitung kopte over de "deserteur" Köhler die laf en illoyaal zijn land in de steek laat. Volgens de linkse Der Spiegel waren ambt en persoon niet voor elkaar gemaakt: "Een bondspresident treedt niet af, omdat hij - in het kader van het gewone democratische proces van debatteren - bekritiseerd wordt. Dit is een overreactie die niet bij het ambt past."
De conservatieve Welt schreef:
Meneer bondspresident, het is goed dat u gaat. Wie de hitte niet kan verdragen die heeft in de keuken niets te zoeken. In een crisis van deze schaal heeft het land een vader- of moederfiguur nodig die met advies ernaast staat, die - om het woord uit Pruisen te gebruiken - wil dienen [...].
Er zijn vermoedens over de eigenlijke redenen voor zijn aftreden: de kanselier zou hem tijdens de kritiek in de kou hebben laten staan; Köhler had neoliberale hervormingen gewild, maar niet kunnen realiseren; het vertrek van hoge ambtenaren van het Bundespräsidialamt zou getuigen van een problematisch (want koleriek) omgaan van Köhler met medewerkers.
- Bibsys: 90233377
- Gemeinsame Normdatei: 129105163
- International Standard Name Identifier: 0000 0001 2211 0962
- Library of Congress Control Number: no2001085625
- Nationale Bibliotheek van Tsjechië: xx0022809
- Nationale Bibliotheek van Israël: 987007298372905171
- Nationale Bibliotheek van Polen: a0000003085101
- Nederlandse Thesaurus van Auteursnamen: 372543561
- Istituto Centrale per il Catalogo Unico: BCTV009234
- Système universitaire de documentation: 076701425
- Trove: 1068330
- Virtual International Authority File: 52759003
- WorldCat: E39PBJg8Gb7PV8cgk9Fvj6v4MP